# Kojima Minami
Kojima Minami (小島 みなみ (Tiểu-Đảo Nam) 14 tháng 12 năm 1992 –) là một nữ diễn viên khiêu dâm và từng là thần tượng áo tắm người Nhật Bản.  Cô cùng là ca sĩ và thành viên của nhóm thần tượng "SEXY-J" và "Ototoi Friday".
Cô sinh ra tại Kanagawa. Cô có một giọng nói kiểu anime, sở thích của cô là đi bộ, và kĩ năng đặc biệt của cô là chơi tennis và bơi lội. Cô thuộc về công ti Mine's. 
Câu cửa miệng của cô là "Nói đến dâu tây~? (Minami~!) Nói đến màu hồng~? (Minami~!) Công chúa dâu tây sẽ tặng cho bạn một món quà niềm vui."

## Sự nghiệp
8/7/2011, cô ra mắt ngành phim khiêu dâm với phim "Shin★Bishoujo" với tư cách là nữ diễn viên độc quyền của Alice Japan. Cô cũng hoạt động với tư cách là thành viên nhóm nữ diễn viên độc quyền "Alice Tazu ★".
Năm 2013, cô được đề cử cho giải Tân binh tại Giải thưởng truyền hình phim khiêu dâm Sky PerfecTV! 2013, nhưng diễn viên thắng giải là Sakura Mana cùng công ti với cô. Vào cùng năm, cô trở thành người điều hành chương trình GO! GO! Kojimana, và cô lập một nhóm nhạc tên là "Ototoi Friday" (được đặt tên lại từ "Otome Frapecino").
Tháng 2/2014, cô hoàn tất hợp đồng với Alice Japan và chuyển công ti sang S1 vào tháng 3.
24/9/2015, cô tham gia Ebisu★Muscats.
4/4/2017, cô mở kênh YouTube "Trung tâm truyền hình Kojimina".
24/8/2018, vào ngày cuối của chuyến "lưu diễn mùa hè Okage", cô rời Ebisu Muscats 1.5, nhóm cô đã tham gia cùng lúc với Ebisu★Muscats.
Tháng 5/2020, cô xếp thứ 2 trong bảng chính trong cuộc "bầu cử nữ diễn viên khiêu dâm gợi cảm đang hoạt động" của Tokuma Shoten.
Ngày 15/8 cùng năm, cô tham gia "TOKYO SAKE FESTIVAL2020" và trở thành đại sứ văn hóa rượu sake cùng Sakura Mana và Uehara Ai.
Tháng 12 cùng năm, cô xếp thứ 14 trong bảng "FLASH 2020 BEST100 diễn viên đang hoạt động gợi cảm nhất" được bầu chọn bởi độc giả.
Tháng 4/2021, cô xếp thứ 14 trong bảng "bầu cử nữ diễn viên phim khiêu dâm SEXY đang hoạt động 2021" của Asahi Geino. Tháng 8 cùng năm, cô xếp thứ 37 trong "Bảng xếp hạng FLASH 2021 diễn viên nữ gợi cảm chọn bởi 300 độc giả".
Tháng 12 cùng năm, buổi nói chuyện phát trực tiếp kỉ niệm 10 năm vào ngành của cô "Nói chuyện cùng Kojima Minami ～Kỉ niệm 10 năm & Sinh nhật" được tổ chức. Sakura Mana, Kawakami Nanami, Tatsumi Yui, Ishioka Mai, Uehara Ai và nhiều người khác được mời làm khách của buổi nói chuyện.
25/2/2022, cô trở thành đại sứ hàng năm thứ hai của hãng bao cao su ZONE của JEX.  Cùng lúc đó, video liên quan đến hãng sẽ được đăng tải mỗi tuần một lần trên kênh YouTube "Trung tâm truyền hình Kojimina" trong vòng 1 năm từ ngày 2/3.
Tháng 5/2022, cô xếp thứ 30 trong bảng "bầu cử nữ diễn viên phim khiêu dâm SEXY đang hoạt động 2022" của Asahi Geino

## Đời tư
Cô có chất giọng kiểu anime tông cao. Khả năng tự diễn của cô được đánh giải cao bởi TV Tokyo, Sakuma Nobuyuki, v.v., và cô thường xuất hiện trong các chương trình tạp kỹ.
Ban đầu, cô không muốn trở nên nổi tiếng, nên cô giới hạn phương tiện quảng cáo bản thân, nhưng cô thường không được gọi tên trực tiếp vì giới hạn khi cô tham gia "Alice Tazu ★", nên cô hủy giới hạn trong hối tiếc.
Cô không bao giờ xem lại video khiêu dâm của chính mình. Cô không xem khi ra mắt ngành phim khiêu dâm vì cô được nói rằng không nên xem vì cô quá chú ý vào máy ảnh, và vì cô không xem lại phim nào trong 3 năm trong ngành, điều đó nghĩa là cô phải tin vào những đạo diễn người sẽ tiếp tục chỉnh sửa video, cô sẽ chỉ xem cảnh quay gốc.
Lông mu của cô dày đến mức nó được đặt nickname là một "rừng rậm mưa nhiệt đới" bởi Playboy hàng tuần. Ngoài ra, theo một cuộc phỏng vấn vào số ngày 20/9/2021 của Playboy hàng tuần, độ dày lông mu của cô gấp 4 lần tóc, và chiều dài là 3,5 cm hoặc hơn. Tờ báo này viết rằng lông của cô trái ngược với Kimijima Mio, người cạo lông mu rất kĩ.
Trong chương trình "Căn phòng tư vấn đầy kim tuyến của Kojima Minami", cô nói mẹ cô là người cô tôn trọng, và mẹ cô nấu cho cô ba bữa một ngày, và cũng chuẩn bị thực đơn đầy đủ dinh dưỡng và nấu các món cô thích. Nhìn lại, cô nói rằng "Tôi nghĩ đó là một điều tuyệt vời vì tôi không thể làm điều đó ngay cả khi tôi muốn".